# Мери Макартни
Мери Ана Макартни (енгл. Mary Anna McCartney; Лондон, 28. август 1969) је британска фотографкиња, редитељка документарних филмова, ауторка кувара и глобални амбасадор за програм "Понедељак без меса". Она је такође и водитељка емисије о веганском кувању. Макартни је ћерка музичара и певача/текстаутора Пола Макартнија и фотографа/вегетаријанске активисткиње Линде Макартни.

## Детињство
Мери Макартни је рођена 28. августа 1969. на клиници у Лондону. Она је најстарије биолошко дете Пола Макартнија и Линде Истман и има четворо браће и сестара Хедер, Стелу, Џејмса и Беатрис.

## Фотографија и филм
Она је британски фотограф. Године 2015. изабрана је да фотографише краљицу Елизабету II како би прославила чињеницу да је била „британски монарх са најдужим владањем у више од 1.000 година“.

### Кад би ови зидови могли да певају(2022)
Макартни је режирала документарац Кад би ови зидови могли да певају. То је њен дугометражни документарни деби, о историји студија Abbey Road у Лондону и искуствима и сећањима музичара који су тамо свирали. Настао је као средишњи део прославе 90. годишњице студија Abbey Road у новембру 2022.
У јануару 2021. објављено је да ће Макартнијева режирати документарац о студију Abbey Road. Макартнијева је рекала да „нека од мојих најранијих сећања као малог детета потичу из времена проведеног у Abbey Road-у, дуго сам желела да испричам причу о овом историјском месту“. Као и њен отац Пол, доприноси су наводно од Џимија Пејџа , Кејт Буш , Ноел Галагер , Лијам Галагер, Џон Вилијамс, Елтон Џон и др.

## Вегетаријанство
Макартни је одрасла, заједно са осталом браћом и сестрама, као вегетаријанац. Године 2009. Макартни је заједно са оцем Полом и сестром Стелом покренула програм "Понедељак без меса" у Уједињеном Краљевству.

### Кувари
Макартни је написала две вегетаријанске куварске књиге, Храна: Вегетаријанско кување код куће (2012) и За мојим столом: Вегетаријанске гозбе за породицу и пријатеље (2015).
Макартнијева је тренутно и вегански и вегетаријански куварица. Године 2021, она, Пол и Стела Макартни су веганизовали 90 рецепата њене мајке и објавили их као вегански кувар Породична кухиња Линде Макартни: Преко 90 биљних рецепата за спас планете и исхрану душе.

## Лични живот
Макартни се удала за Алистера Доналда 26. септембра 1998. и имали су два сина. Након што су се Макартни и Доналд развели, удала се за Симона Абуда 2010. Имају два сина.
За њеног сина Артура (рођен 1999.) су британски медији писали да је он пресликан Пол. Такође су медији писали да је у вези са Фиби Гејтс, ћерком Била Гејтса.

## Изложбе фотографија
- Ван балетанки: Фотографска студија Краљевског балета после радног времена, Краљевска опера, Лондон (2004) и представљена од стране Краљевског фотографског друштва (2019) [26]
- Британски стил посматран, Национални историјски музеј, Лондон (2008) [27]
- Одакле ја стојим, Национална галерија портрета и Галерија Мајкл Хопен, Лондон (2010) [28][29]
- Линда Макартни и Мери Макартни: мајка, ћерка, галерија Гагосијан, Њујорк (2015); и Стокхолм (2018) [6][30][31]
- Поништено. (2017, Торонто) [32]